# Grattis Jolly!
Grattis Jolly! är den andra i den 26 titlar långa serien om tonårsflickan Jolly, av Ingrid Bredberg, och kom ut 1971, dvs året efter den föregående boken. Den här boken, som fortsätter där den föregående slutat, utspelar sig i trakterna kring familjens sommarställe. 